# Circuito del Mountain
Lo Snaefell Mountain Course, tradotto in Italiano come circuito del Mountain, è un circuito stradale di 60,761 km (37,733 miglia) sul quale si svolge il Tourist Trophy e il Manx Grand Prix, eventi che si tengono ogni anno sull'isola di Man. Lo Snaefell Mountain Course, la cui denominazione deriva da quella della montagna più alta dell'isola, è uno dei circuiti motociclistici più antichi ancora in uso.
La linea di partenza è a Douglas e il tracciato è composto da strade normalmente aperte alla circolazione. Tra queste vanno segnalate la A2 che da Douglas raggiunge Ramsey, la A1 che sempre da Douglas arriva a Peel e la A3 che collega Castletown a Ramsey ed infine il cosiddetto "tratto di montagna" composto dalla A18, detta anche "Mountain Road". Su questo tratto, nella zona di Brandywell, si trova il punto più elevato del circuito (422 m).

## Storia
Le competizioni motoristiche iniziarono a svolgersi nell'Isola di Man nel 1904. Il primo evento fu una gara riservata alle auto da turismo: la "Gordon Bennet Car Trials". Questa gara in origine si svolgeva in Gran Bretagna. Con l'approvazione nel 1903 del "Motor Act", una legge che limitava a 32 km/h (20 miglia orarie) la velocità delle automobili nel territorio del Regno Unito, la sua prosecuzione venne messa in dubbio.
L'allora presidente dell'Automobile Club di Gran Bretagna e Irlanda si rivolse quindi alle autorità dell'Isola per cercare di ottenere l'autorizzazione a svolgere sulle sue strade delle competizioni automobilistiche. Il parlamento mannese approvò nel 1904 l'"Highway Act" e permise la realizzazione di un circuito di 83,9 km (52,15 miglia). Questo circuito venne denominato "Highland course" e fu utilizzato per la prima volta per l'edizione del 1904 della "Gordon Bennett".

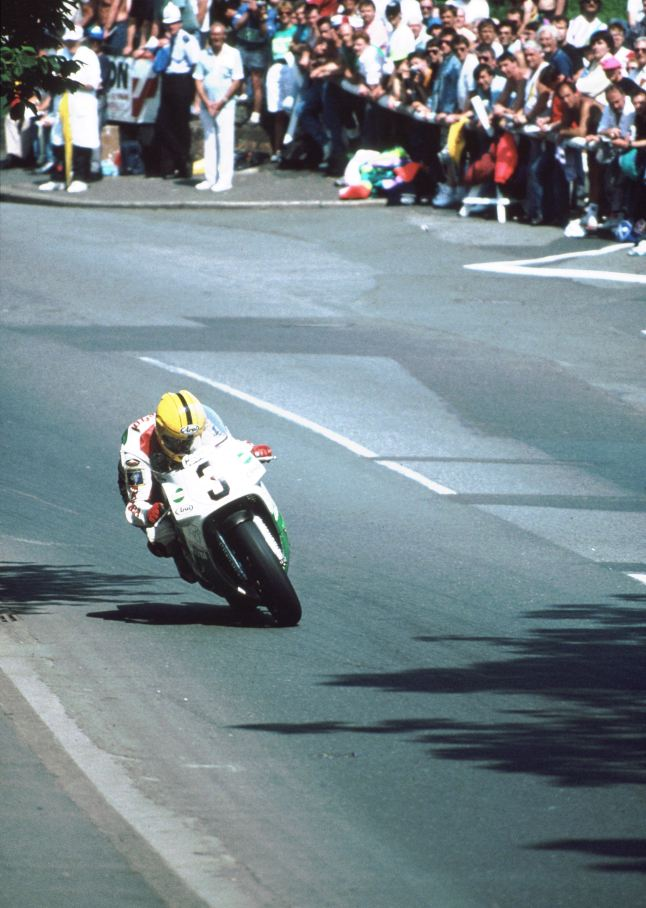
Joey Dunlop nel tratto di Bray Hill

L'anno successivo alla gara automobilistica si aggiunse una competizione motociclistica. Scopo di questa gara era quello di selezionare i piloti con i quali sarebbe stato formato un team che avrebbe rappresentato la Gran Bretagna alla "Coppa Internazionale di Motociclismo" che si sarebbe tenuta in Austria. La zona del tracciato dell'attuale A18 si rivelò però troppo difficile per le moto dell'epoca e pertanto venne effettuata su un tracciato ridotto a 40,2 km (25 miglia). La lunghezza del percorso subì un'ulteriore riduzione per la "Gordon Bennett" del 1906, che venne svolta su un circuito ridotto a 64,75 km (40 miglia 2 Furlongs e 60 iarde) dagli 83,9 km originari.
Il primo Tourist Trophy, effettuato nel 1907, venne tenuto sul circuito corto conosciuto come "St. John" o "St. John Short Course" sempre per difficoltà di "salita" verso la montagna dei mezzi allora impiegati. La lunghezza di questo tracciato era di 24,13 km (15 miglia e 1,470 iarde).
Nel 1911 la gara del Tourist Trophy si tenne su un tracciato di 60,35 km (37,5 miglia). Vennero eliminati dal percorso i tratti di Peel e di Sandygate e il nuovo circuito fu chiamato "Four-Inch Course".
Il tracciato variò ancora per il Tourist Trophy del 1920. A partire da questa edizione, i concorrenti, raggiunta Cronk-ny-Mona, svoltavano a sinistra per imboccare la A18 verso Governor's Bridge. La partenza era a Glencrutchery Road e la lunghezza totale di 60,75 km (37,75 miglia).
Nella gara del 1923 il circuito venne nuovamente modificato con l'aggiunta al percorso, nella città di Ramsey, di una strada privata tra Parliament Square e May Hill. In precedenza i concorrenti passavano su Albert Road e Tower Road. La lunghezza scese a 60,735 km (37,739 miglia). Successivamente nel 1938 la lunghezza venne ricalcolata ed il circuito era di 60,725 km (37,733 miglia).
Il Tourist Trophy del 1934 si svolse su un circuito sottoposto a nuove modifiche. Nella zona di "East Mountain" era stato rimosso un passaggio per animali. A Balling venne eliminato un ponte a "schiena d'asino". Vennero anche effettuati lavori alla sede stradale che furono completati per la gara del 1935. La sede stradale venne ampliata a Highlander, Laurel Bank, a Glen Helen nel tratto tra l'"Old Quarry" e il "Brew's Restaurant". Nella zona di Brandywell venne rimosso un passaggio a Beinn-y-Phott.
Altri lavori vennero svolti nell'inverno tra il 1953 e il 1954. Oggetto di queste opere era quello di facilitare le competizioni che si svolgevano sul Clypse Course. La A18 venne ampliata nella zona tra Creg-ny-Baa, Signpost Corner e Cronk-ny-Mona. Analoghi lavori, allargamento e ridisegno del percorso, interessarono la zona di Governor's Bridge e le zone limitrofe alla congiunzione con la A2. Anche i "salti" posti a Highlander e Ballagarraghtn, vicino a Ballacrane, vennero eliminati. Altri lavori comportarono l'abbattimento di un cottage ad Appledene, l'ampliamento della sede stradale a Hendley's Corner, Barregarrow, Ballaugh Bridge e a Kerrowmoar.
Tra il 1957 ed il 1958 venne demolito l'hotel "Bungalow", mentre nel 1959 venne aggiunta una rotonda all'incrocio di Quarterbridge. Nel 1960 lavori si svolsero nelle zone di Balling e di Greeba Bridge poste sulla A3.

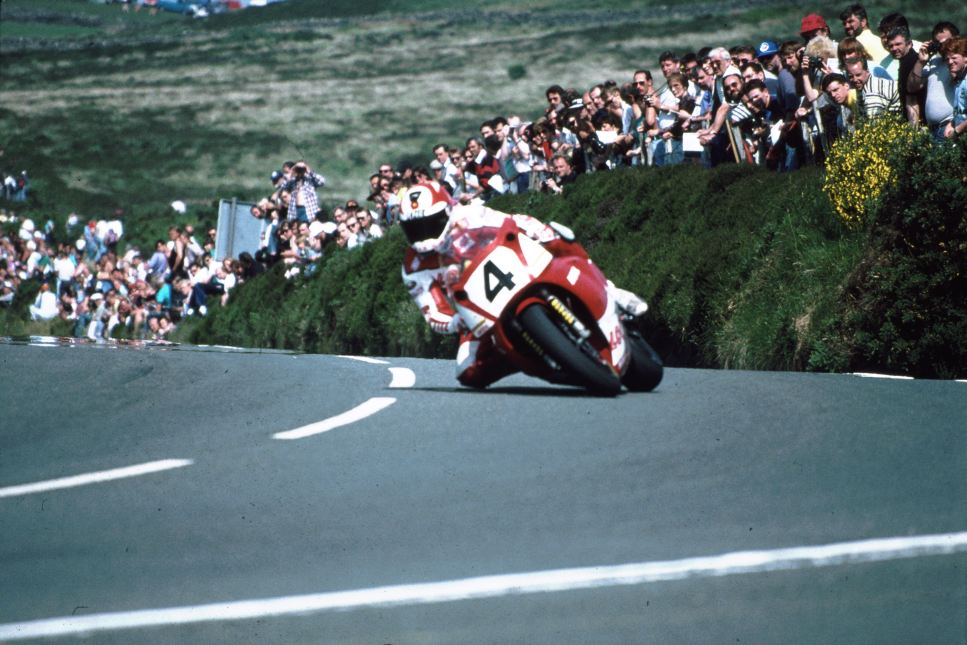
Carl Fogarty nel tratto di Creg-Ny-Baa

La sistemazione del circuito continuò nell'inverno tra il 1970 e il 1971 con l'ampliamento della A18, effettuato sbancando il lato della collina a contatto con la strada. Tra il 1975 ed il 1976 fu ampliata e "ridisegnata" la A2 nel tratto di Snugbrough e al "2nd Milestone". La zona di Quarry Bends venne interessata da lavori simili tra il 1985 ed il 1986.
Tra il 1991 ed il 1992 sulla A18, tra il "26th Milestone" e "Mountain Box" e tra Windy Corner e Keppelgate, vennero portati a termine degli importanti lavori di riparazione della sede stradale. Lavori che verranno poi ripetuti sulla A3 tra Barregarrow e Cronk-ny-Voddy (2003- 2006). Questi interventi interesseranno anche i tratti di Handley's Corner e dell'"11th Milestone".
Nel 2004 viene eliminato il muro occidentale dalla zona detta "Guthrie's Memorial". Infine tra il 2005 ed il 2006 viene ampliata la sede stradale da Windy Corner a Brandish Corner.

## Tracciato
Il tracciato si ritiene sia composto da oltre 200 curve ed a sessanta di queste è stato dato il nome di un pilota. Molti di questi nomi sono stati dati a seguito di un evento significativo, spesso collegandoli ad un incidente occorso al pilota in quella specifica curva, ma esistono anche nomi dati per onorare un particolare corridore. La prima curva a ricevere un nome è stata la Edges Corner situata tra Cronk-ny-Mona e Ballanard Road, un tratto usato dal 1911 al 1922.
Un tratto del percorso di montagna è conosciuto come "Brandish" dopo che Walter Brandish durante le prove del Tourist Trophy del 1923 cadde in un tornante a destra mentre tentava di superare un altro concorrente, riportando la frattura di una gamba. L'incidente avvenne a Upper Hilberry Corner, tra Creg-ny-Baa e Hill Berry.
Ad Archie Birkins è stata dedicata la "Birkins Bend". Il pilota ebbe un incidente fatale durante le prove del Tourist Trophy del 1927. In quel periodo le prove avvenivano su strade aperte alla circolazione. Birkins, nel tentativo di evitare un furgone che trasportava pesce, urtò contro un muro. Dall'anno successivo venne deciso che durante le prove, sia del Tourist Trophy che del Manx Grand Prix, le strade sarebbero state chiuse al traffico.
La "Handley's Corner" è una curva del tratto compreso tra l'"11th Milestone" e il "12th Milestone", deve il suo nome a Walter Handley (Rudge) che vi cadde durante il primo giro della Senior TT del 1932. Nella caduta riportò una ferita alla schiena che lo costrinse al ritiro.
Nel 1939 nella zona detta "The Cutting" venne dedicato a Jimmie Guthrie, con la curva ad esse che da allora viene chiamata Guthrie's Memorial.
Nel 1952 nel tratto tra Ballig Bridge e Laurel Bank avvenne un incidente a Bill Doran e il tratto è da allora conosciuto come "Doran's Bend".
Nel 1954 venne realizzato un piccolo monumento in onore di Leslie Graham. La sua forma ricorda una piccola baita alpina. Per questo il tratto di circuito nel quale fu posto prese il nome di "Bungalow Bridge".
Il "32th Milestone" è conosciuto come "Dukes" in onore della vittoria nel campionato del mondo del 1950 di Geoff Duke, mentre il "26th Milestone" è stato dedicato a Joey Dunlop.
Alcuni commentatori della TV e giornalisti si riferiscono alla curva stretta tra Brunswick Road e Quarterbridge con la denominazione non ufficiale di "Ago's Leap".

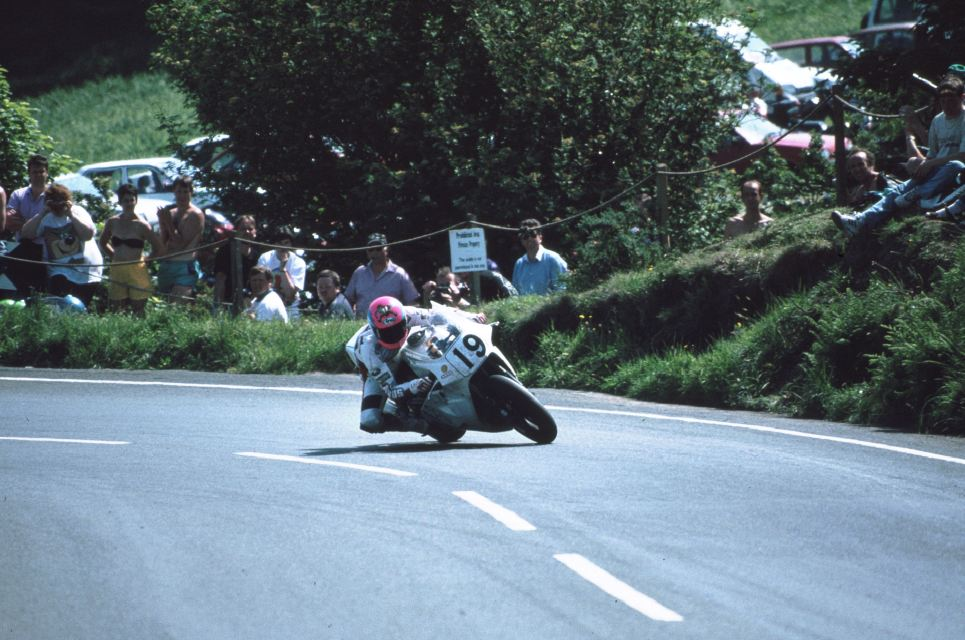
Steve Hislop nel tratto di Gooseneck